# カニンガム・ハイウェイ
カニンガム・ハイウェイ（Cunningham Highway）は、オーストラリア連邦クイーンズランド州内の国道である。名称は、イギリスの探検家・植物学者アラン・カニンガムに因む。

## 概要
- ルート
ブリスベン, イプスウィッチ・ロード ― イプスウィッチ自動車道路 ― ウォリゴ・ハイウェイ分岐 ― カニンガム・ハイウェイ ― グンディウィンディ

- 道路番号15：ブリスベン - ウォリック
- 道路番号42：ウォリック - グンディウィンディ

- 距離：331km

## カニンガム・ハイウェイ沿いの町
- イプスウィッチ
- Aratula
- ウォリック
- イングルウッド
- Yelarbon
- グンディウィンディ